# El Junco, Michoacán de Ocampo
El Junco är en ort i Mexiko.   Den ligger i kommunen Parácuaro och delstaten Michoacán de Ocampo, i den södra delen av landet, 300 km väster om huvudstaden Mexico City. El Junco ligger 364 meter över havet och antalet invånare är 155.
Terrängen runt El Junco är platt åt sydost, men åt nordväst är den kuperad. Runt El Junco är det ganska glesbefolkat, med 48 invånare per kvadratkilometer. Närmaste större samhälle är Apatzingán, 9,2 km väster om El Junco. I omgivningarna runt El Junco växer huvudsakligen savannskog.